# Uranoscopidae
Gli Uranoscopidi (Uranoscopidae) sono una famiglia di pesci ossei marini dell'ordine Perciformes.

## Distribuzione e habitat
Vivono in tutti gli oceani tranne quelli più freddi. Nel mar Mediterraneo vive solo la specie Uranoscopus scaber o pesce prete, che è molto comune.

Quasi tutte le specie vivono in fondi mobili in cui si infossano, a profondità in genere non elevate. Esistono anche alcune specie di acqua dolce.

## Descrizione
Sono pesci dall'aspetto caratteristico. La testa è molto grande e schiacciata con occhi, narici e bocca rivolti verso l'alto. Quest'ultima è molto ampia, verticale ed armata di denti piccoli ma fitti. In numerose specie è presente un tentacolo nella bocca, che viene fatto sporgere per attrarre le prede. La testa è completamente coperta di piastre ossee. Le pinne dorsali sono due, la prima breve, talvolta mancante, la seconda è molto lunga e più o meno simmetrica alla pinna anale. La pinna caudale è arrotondata, le pinne ventrali sono inserite molto in avanti, le pinne pettorali sono ampie, di forma rotondeggiante. Le scaglie sono piccole o mancano. L'opercolo branchiale è armato con una spina velenosa. Nella parte posteriore della testa sono presenti due organi elettrici di funzione sconosciuta.

Il colore è spesso smorto, bruno e mimetico ma non mancano specie vistose, a pois bianchi o con strisce nere.

Le dimensioni sono di solito piccole ma alcune specie americane raggiungono i 60 cm.

## Alimentazione
Questi pesci predatori cacciano pesci e crostacei stando immersi nella sabbia o nel fango lasciando uscire solo il tentacolo boccale che funge da esca per le prede.

## Riproduzione
Uova e larve sono pelagiche.

## Pericoli per l'uomo
Le spine opercolari velenifere possono infliggere dolorose punture che possono assumere anche caratteri di gravità. La pericolosità di questo veleno è però del tutto ignota.

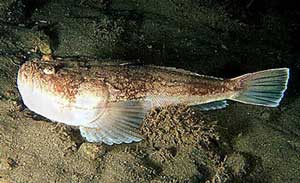
Uranoscopus scaber

## Pesca
Si catturano con reti a strascico o da posta e, sebbene abbiano carni ottime, la loro importanza è di solito modesta.

## Generi e specie
- Astroscopus
  - Astroscopus guttatus Abbott, 1860
  - Astroscopus sexspinosus Steindachner, 1876
  - Astroscopus y-graecum Cuvier, 1829
  - Astroscopus zephyreus Gilbert & Starks, 1897
- Genyagnus
  - Genyagnus monopterygius Schneider, 1801
- Gnathagnus
  - Gnathagnus armatus Kaup, 1858
  - Gnathagnus cribratus Kishimoto, 1989
  - Gnathagnus egregius Jordan & Thompson, 1905
  - Gnathagnus innotabilis Waite, 1904
- Ichthyscopus
  - Ichthyscopus barbatus Mees, 1960
  - Ichthyscopus fasciatus Haysom, 1957
  - Ichthyscopus lebeck Bloch & Schneider, 1801
  - Ichthyscopus malacopterus Anonimo [Bennett], 1830
  - Ichthyscopus nigripinnis Gomon & Johnson, 1999
  - Ichthyscopus sannio Whitley, 1936
  - Ichthyscopus spinosus Mees, 1960
- Kathetostoma
  - Kathetostoma albigutta Bean, 1892
  - Kathetostoma averruncus Jordan & Bollman, 1890
  - Kathetostoma binigrasella Gomon & Roberts, 2011
  - Kathetostoma canaster Gomon & Last, 1987
  - Kathetostoma cubana Barbour, 1941
  - Kathetostoma fluviatilis Hutton, 1872
  - Kathetostoma giganteum Haast, 1873
  - Kathetostoma laeve Bloch & Schneider, 1801
  - Kathetostoma nigrofasciatum Waite & McCulloch, 1915
- Pleuroscopus
  - Pleuroscopus pseudodorsalis Barnard, 1927
- Selenoscopus
  - Selenoscopus turbisquamatus Okamura & Kishimoto, 1993
- Uranoscopus
  - Uranoscopus affinis Cuvier, 1829
  - Uranoscopus albesca Regan, 1915
  - Uranoscopus archionema Regan, 1921
  - Uranoscopus bauchotae Brüss, 1987
  - Uranoscopus bicinctus Temminck & Schlegel, 1843
  - Uranoscopus cadenati Poll, 1959
  - Uranoscopus chinensis Guichenot, 1882
  - Uranoscopus cognatus Cantor, 1849
  - Uranoscopus crassiceps Alcock, 1890
  - Uranoscopus dahlakensis Brüss, 1987
  - Uranoscopus dollfusi Brüss, 1987
  - Uranoscopus filibarbis Cuvier, 1829
  - Uranoscopus fuscomaculatus Kner, 1868
  - Uranoscopus guttatus Cuvier, 1829
  - Uranoscopus japonicus Houttuyn, 1782
  - Uranoscopus kaianus Günther, 1880
  - Uranoscopus marisrubri Brüss, 1987
  - Uranoscopus marmoratus Cuvier, 1829
  - Uranoscopus oligolepis Bleeker, 1878
  - Uranoscopus polli Cadenat, 1951
  - Uranoscopus scaber Linnaeus, 1758
  - Uranoscopus sulphureus Valenciennes, 1832
  - Uranoscopus tosae Jordan & Hubbs, 1925
- Xenocephalus
  - Xenocephalus armatus Kaup, 1858
  - Xenocephalus australiensis Kishimoto, 1989
  - Xenocephalus egregius Jordan & Thompson, 1905
  - Xenocephalus elongatus Temminck & Schlegel, 1843